# Lohn (Eschweiler)

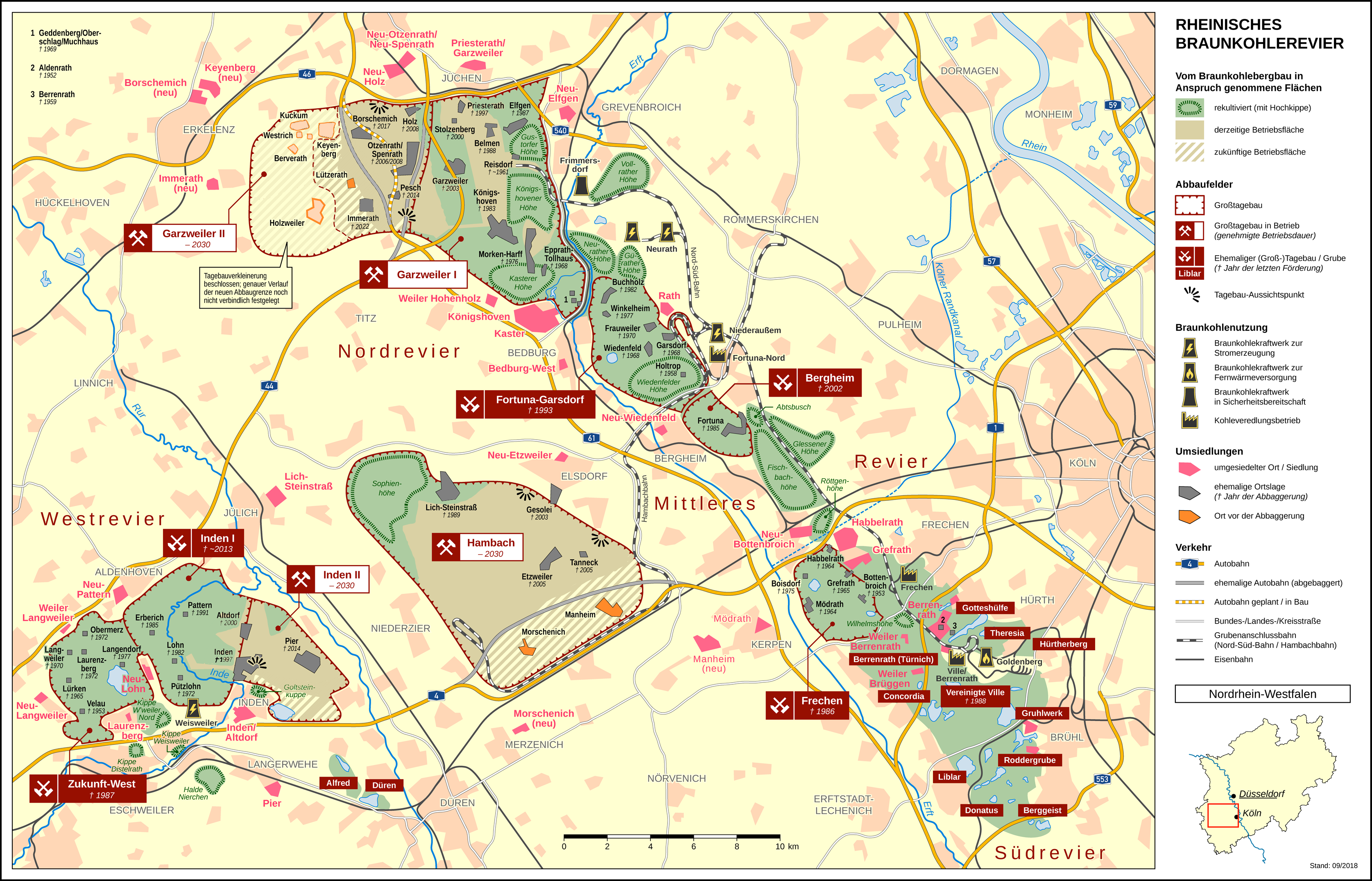
Lage des ehemaligen Ortes Lohn im Rheinischen Braunkohlerevier

Lohn war ein Stadtteil Eschweilers und ebenso wie dieses aus einem karolingischen Königsgut hervorgegangen. Bis zur Eingemeindung 1972 war die Anschrift mit Postleitzahl 5181 „Lohn (über Eschweiler)“.
Zur Gemeinde Lohn und Pfarre „Kirchspiel Lohn“ gehörten Erberich, Fronhoven, Langendorf, Lohn, Pützlohn und das Rittergut Hausen. Sie kamen am 1. Januar 1972 aus dem Kreis Jülich an die Stadt Eschweiler im Kreis Aachen, etwa zu jener Zeit, als diese Orte bis auf die Westhälfte Fronhovens umgesiedelt und wegen des Braunkohletagebaus Inden abgerissen wurden. Noch immer ist der Begriff „Kirchspiel Lohn“ in der Bevölkerung zugegen, so nennt sich der dortige Karnevalsverein entsprechend „KG Kirchspiel Lohn“. Von 1962 bis 1983 wurden die rund 690 Einwohner umgesiedelt, in erster Linie ins westlich gelegene Neu-Lohn. Dann erfolgte der Abriss des vorigen Ortes.

## Archäologie
Vor der Auskohlung konnten in der Umgebung von Lohn eine Reihe von archäologischen Fundstellen bei Ausgrabungen untersucht werden. Dazu gehören zahlreiche Langhäuser aus der Bandkeramik. Bei Lohn wurde die erste größere latènezeitliche Siedlung am deutschen Niederrhein mit Vielhausgehöften und Tonwaren, Eisengebrauchsgütern sowie -waffen gefunden. Zu einer römischen Villa rustica gehörte auch ein größeres spätantikes Gräberfeld.

## Herkunftsvermutung
Am 25. Juli 973 bestätigt Kaiser Otto II. zu Aachen dem Erzbischof Gero von Köln den von König Ludwig IV. geschenkten Wildbann in der Bürge, im Kottenforst und in der Ville mit Angabe der Grenzen, der dem Erzbischof und seinen Vorgängern schon von Kaiser Otto I. bestätigt worden war: […] hoc est Pesche et M[eribu]ra absque Gerberhteslon, quod [o]pus nostrum accesserit. Ist „Gerberhteslon“ Lohn? Gesichert erwähnt wird Lohn 1226 als Lon im Rurgau, zu dem auch Eschweiler gehörte.

## Gedächtniskapelle Kirchspiel Lohn

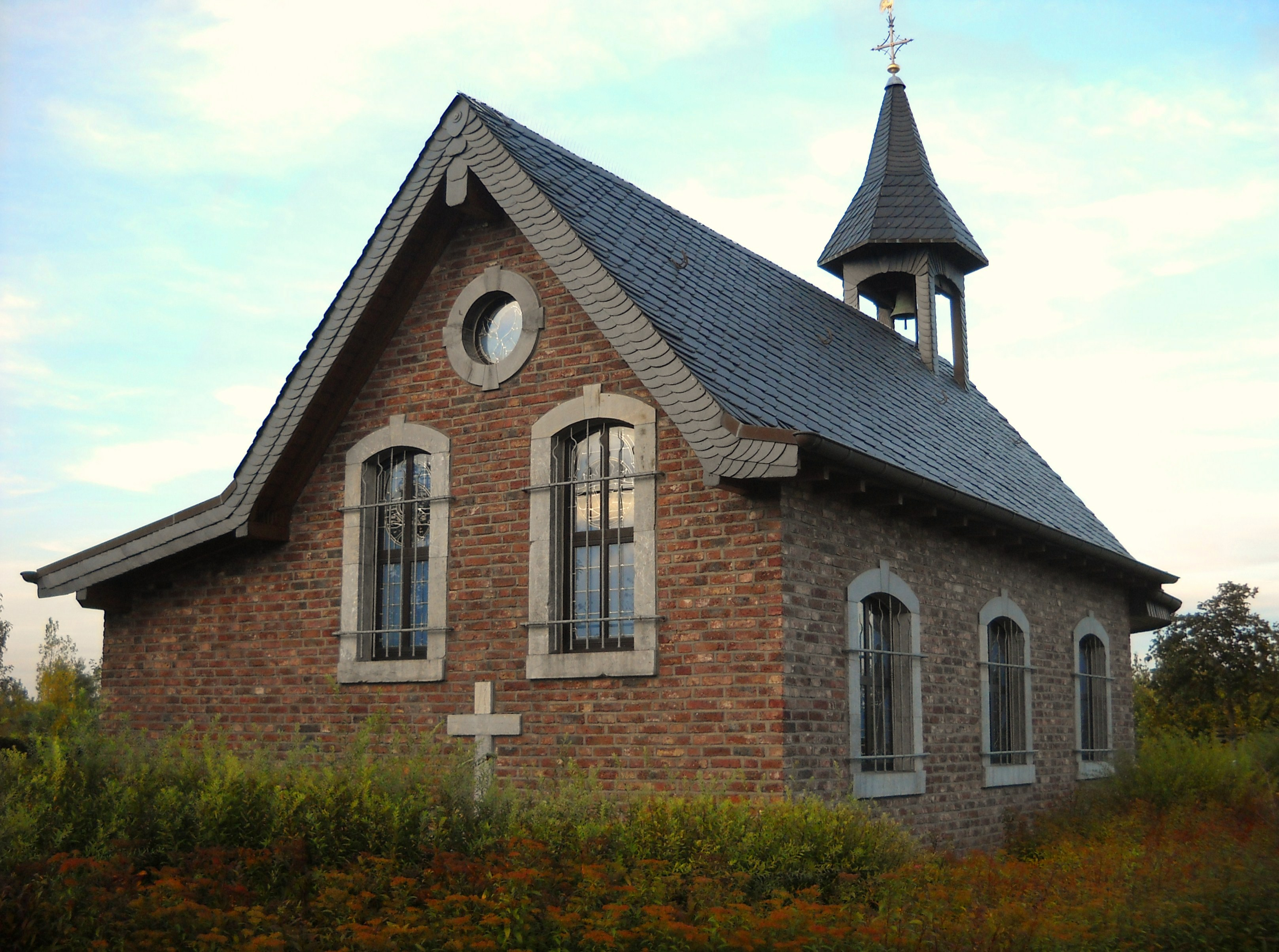
Gedächtniskapelle Kirchspiel Lohn

In Erinnerung an die fünf abgebaggerten Dörfer des Kirchspiels mit ihren beiden Kirchen St. Silvester in Lohn und St. Josef in Fronhoven wurde in den Jahren 2002 und 2003 die Gedächtniskapelle Kirchspiel Lohn erbaut. Sie wurde genau an der Stelle, wo einst die Kirche von Lohn, der „Dom des Jülicher Landes“, errichtet. In unmittelbarer Nähe befindet sich ein Aussichtspunkt des Tagebaus Inden oberhalb des neuen Bettes der Inde.